# Kettle River (afluent del St. Croix)
El Kettle és un afluent del riu St. Croix a l'est de Minnesota als Estats Units d'una longitud d'uns una 83.6-milla-long (134.5 km). A través del riu St. Croix, forma part de la conca hidrogràfica del riu Mississipi. El nom anglès del riu es deu a la gran quantitat de grans forats arrodonits (kettles) al gres dins i al voltant del riu, tallats per les aigües remolins del riu. El nom dakota del riu Céġa watpa va entrar a l'anglès a través de l' Akiko-ziibi del poble anishinaabe, ambdós significant "Riu Kettle".
Els artistes Clara Mairs i Clement Haupers van freqüentar el riu Kettle i en pintaren retrats dels seus habitants i paisatges.

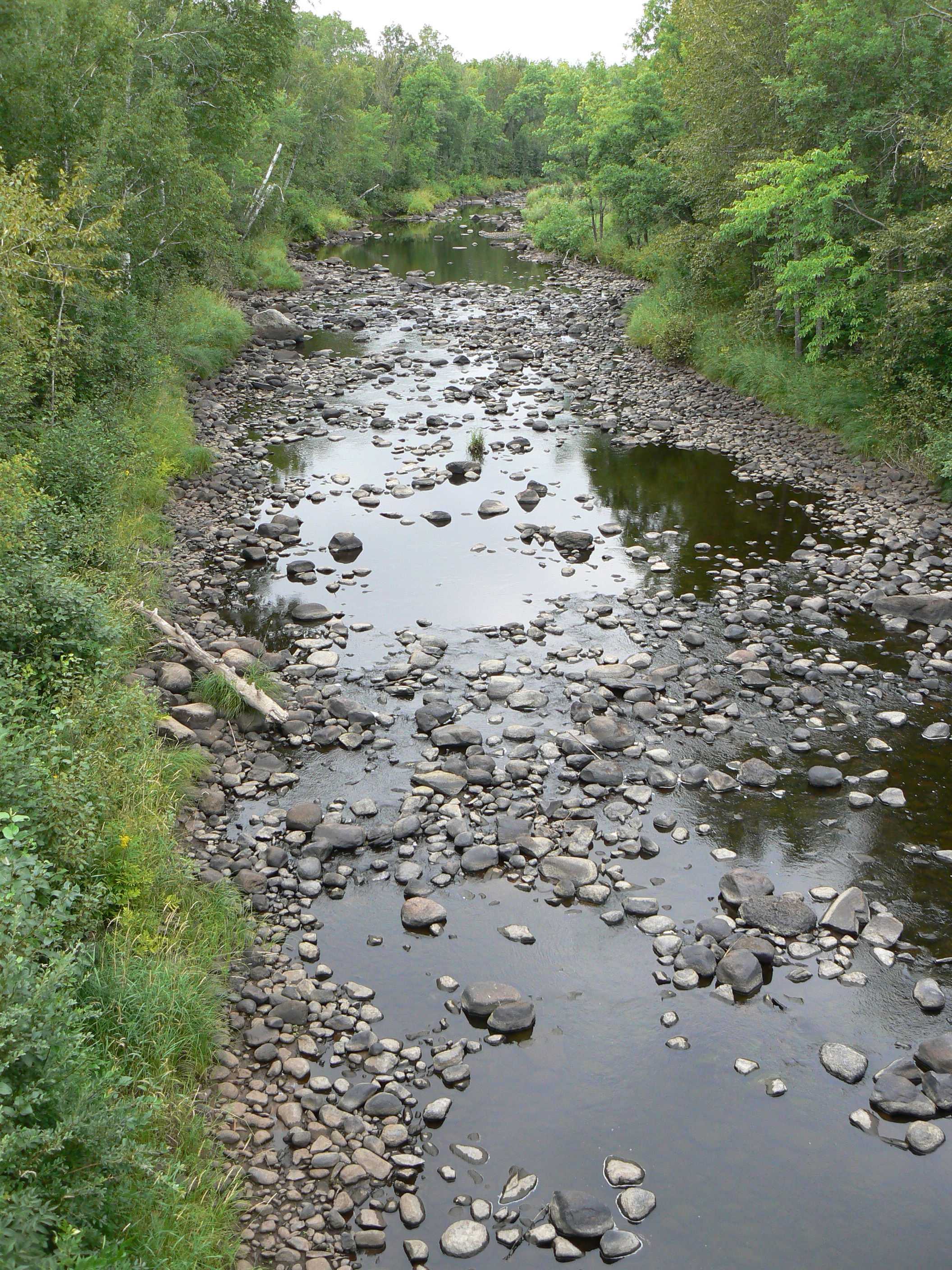
Tram alt del Kettle en una època de baix cabal.

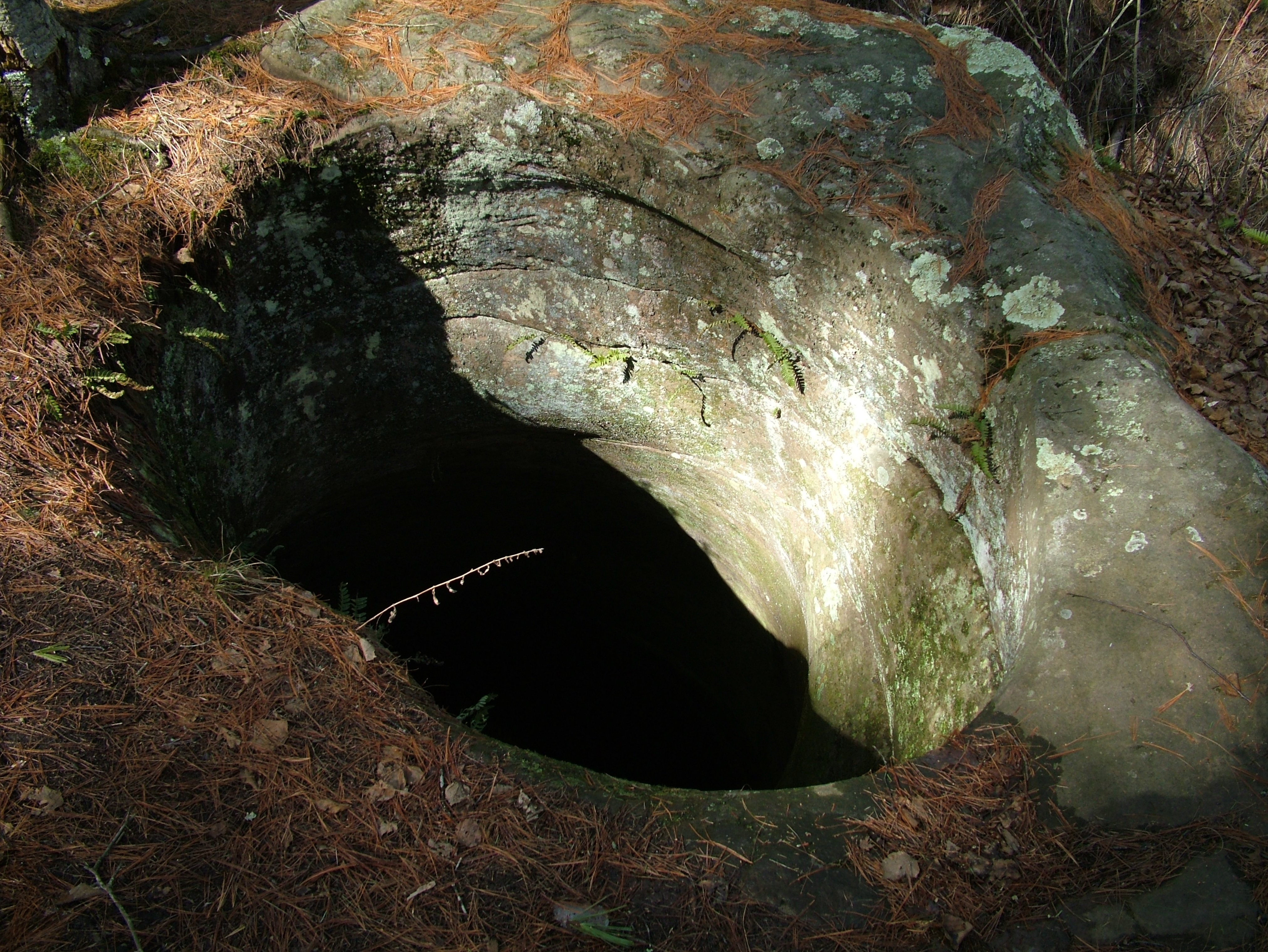
Un kettle al Banning State Park

Al llarg del curs del riu les aigües del Kettle prenen un to ambre. Aquesta coloració prové dels tanins (provinents de les fulles) dels aiguamolls que desemboquen al riu, mes que no pas a causes artificials.
El cabal del Kettle canvia força ràpid amb la pluja a la seva conca, que és d'unes 1,060 milles quadrades (2,750 km2). No és rar que el riu es redueixi a un degoteig durant els períodes secs estivals i esdevingui un torrent d'aigües braves després d'uns dies de pluja. Els cabals d'aigua normals varien estacionalment entre 200 i més de 6000 ft³/s (de 0,09 a 2,8 m³/s). En aquesta estació el cabal del riu és d'uns 724 peus cúbics per segon de mitjana.
El riu té trams molt profunds amb algunes piscines que arriben a més de 100 peus (30 m) de profunditat. La profunditat sorprenent del riu i la bona qualitat general de l'aigua donen suport a una població d'acipensèrids. Fins al maig de 2018 el peix més gran capturat mai a l'estat de Minnesota fou un acipensèrid de 70-polzada (1.8 m), 94 lliures 4 oz (42,8 kg) capturat al riu Kettle l'any 1994. Aquest rècord va ser superat per un acipensèrid de 73 polzades que pesava aproximadament 105 lliures pescat al riu Rainy.